# Dioptis quirites
Dioptis quirites är en fjärilsart som beskrevs av Druce 1907. Dioptis quirites ingår i släktet Dioptis och familjen tandspinnare. Inga underarter finns listade i Catalogue of Life.